# ألكسندر بلسيغ
ألكسندر بلسيغ (من مواليد 15 نوفمبر 1993 في برلين) هو لاعب كرة سلة ألماني كويتي. تعاقد مع نادي إس إس في لوكوموتيف بيرناو.

## حياة مهنية
بدأ بلسيغ مسيرته المهنية في نادي بايرن ميونخ في سن الثانية عشرة. بعد ثلاث سنوات في فريق الشباب اختير أفضل وافد جديد في الدوري الألماني لكرة السلة. استدعي في موسم 2010/11 من المدرب الوطني آنذاك ديرك باورمان إلى فريق ProA التابع لنادي بايرن ميونخ، والذي حقق معه ترقية مباشرة إلى الدوري الألماني لكرة السلة. في ذلك الموسم، لعب بليسيج، وهو في سن السادسة عشرة، إلى جانب محترفي كرة السلة الألمان مثل ديموند غرين وشتيفن هامان وروبرت غاريت.
في موسم 2011/12، لعب لصالح ألبا برلين في دوري كرة السلة الوطني الأمريكي وفي الفريق الثاني للرجال في دوري المحترفين. وكان أيضًا في فريق الدوري الألماني بالعاصمة، ولكن لم يلعب في الدوري الألماني الممتاز. بعد عام في برلين، انتقل إلى جامعة فلوريدا جلف كوست (القسم الأول من الرابطة الوطنية لرياضة الجامعات) في فورت مايرز (ولاية فلوريدا الأمريكية) لموسم 2012/13، والتي وصل معهم إلى دور الستة عشر في تصفيات الرابطة الوطنية لرياضة الجامعات، ولكنه لعب عددًا قليلًا من المباريات. بعد الموسم في نادي جامعة ساحل خليج فلوريدا، انتقل بلسيغ إلى كلية رولينز (القسم الثاني من الرابطة الوطنية لرياضة الجامعات)، حيث حصل على درجة البكالوريوس في إدارة الأعمال الدولية بامتياز مع مرتبة الشرف ولعب لفريق كرة السلة بالجامعة، المعروف باسم "تارس"، لمدة ثلاث سنوات. من خلال زيادة وقت اللعب، تمكن من تحسين إحصائياته في موسم 2014/15 إلى 11.8 نقطة و3.8 تمريرة حاسمة و3.5 كرة مرتدة في المباراة الواحدة.
منذ موسم 2016/17، لعب لصالح بطل الدوري الألماني باير جاينتس ليفركوزن، والذي شغل منصب قائده لأول مرة في موسم 2018/19. في موسم 2017/18، كان بلسيغ لاعبًا أساسيًا للفريق لأول مرة وبلغ متوسطه 8.3 نقطة و3.9 تمريرة حاسمة في المباراة الواحدة. في موسم 2018/19، فاز بلقب البطولة في دوري الدرجة الثانية الألماني للمحترفين مع فريق راينلاندرز. شارك بلسيغ في هذا النجاح في 29 مباراة على مدار الموسم، بمتوسط 8.8 نقطة و3.3 تمريرة حاسمة و3.1 كرة مرتدة.
خلال فترة العطلة الصيفية لعام 2019، انتقل إلى نادي إس إس في لوكوموتيف بيرناو (الدوري الألماني للمحترفين الدرجة الثانية)، وبعد إكمال دراسته في الاقتصاد، بدأ في الوقت نفسه مسيرته المهنية في برلين. في يناير 2020، انتقل إلى الكويت.

## المنتخب الوطني
في عام 2009، استدعي إلى المنتخب الوطني تحت 16 سنة التابع للاتحاد الألماني لكرة السلة. في عام 2013، تنافس مع المنتخب الوطني تحت 20 سنة التابع للاتحاد الألماني لكرة السلة في بطولة أوروبا لكرة السلة في إستونيا.

## إحصائيات

### دوري المحترفين

#### الجولة الرئيسية
| موسم    | فريق     | مباريات | الدقائق | 2P%  | 3P%  | FT%  | TR  | AS  | ST  | BL  | النقاط |
| ------- | -------- | ------- | ------- | ---- | ---- | ---- | --- | --- | --- | --- | ------ |
| 2016/17 | ليفركوزن | 22      | 24:12   | 44.4 | 27.9 | 53.6 | 3.6 | 4.1 | 1.4 | 0.1 | 8.0    |
| 2017/18 | ليفركوزن | 21      | 24:02   | 46.5 | 28.9 | 81.6 | 3.4 | 4.1 | 1.3 | 0.0 | 8.4    |
| 2018/19 | ليفركوزن | 20      | 20:38   | 56.1 | 50.9 | 73.1 | 2.9 | 2.9 | 0.9 | 0.1 | 8.9    |
| 2019/20 | بيرناو   | 15      | 28:36   | 44.6 | 30.7 | 86.2 | 3.9 | 4.5 | 1.5 | 0.2 | 13.9   |

#### التصفيات
| موسم    | فريق     | مباريات | الدقائق | 2P%  | 3P%  | FT%   | TR  | AS  | ST  | BL  | النقاط |
| ------- | -------- | ------- | ------- | ---- | ---- | ----- | --- | --- | --- | --- | ------ |
| 2016/17 | ليفركوزن | 2       | 20:55   | 40.0 | 33.3 | 0.0   | 3.5 | 2.0 | 1.0 | 0.0 | 3.5    |
| 2017/18 | ليفركوزن | 3       | 23:27   | 25.0 | 60.0 | 100.0 | 3.3 | 2.7 | 2.3 | 0.3 | 7.7    |
| 2018/19 | ليفركوزن | 9       | 20:38   | 57.1 | 28.6 | 68.2  | 3.4 | 4.4 | 0.8 | 0.1 | 8.6    |